# Acauloplax
Acauloplax is een geslacht van rechtvleugeligen uit de familie sabelsprinkhanen (Tettigoniidae). De wetenschappelijke naam van dit geslacht is voor het eerst geldig gepubliceerd in 1891 door Karsch.

## Soorten
Het geslacht Acauloplax  is monotypisch en omvat slechts de volgende soort:
- Acauloplax exigua (Karsch, 1891)